# فرودگاه بین‌المللی شیاژونگ ژنگدینگ

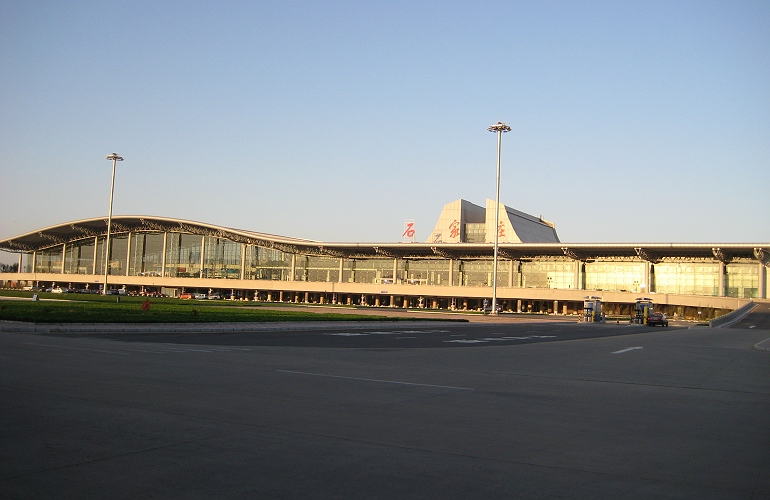
فرودگاه بین‌المللی شیاژونگ ژنگدینگ

فرودگاه بین‌المللی شیاژونگ ژنگدینگ (به انگلیسی: Shijiazhuang Zhengding International Airport) یک فرودگاه همگانی با کد یاتا SJW است که یک باند فرود بتن دارد و طول باند آن ۳۴۰۰ متر است. این فرودگاه در شهر شیجیاژوانگ کشور چین قرار دارد و در ارتفاع ۷۱ متری از سطح دریا واقع شده‌است.

## شرکت‌های هواپیمایی و مقصدهای پروازی
| شرکت‌های هواپیمایی  | مقصدهای پروازی                          |
| ------------------ | --------------------------------------- |
| هواپیمایی شرقی چین | پکن، کونمینگ چانگشوی، شانگهای هونگچیائو |
| Lucky Air          | کونمینگ چانگشوی، لیجیانگ سانی           |